# Mars 1916

## Événements
- Offensive des Alliés contre l’Afrique orientale allemande par le nord-est (Britanniques et Sud-africains), l’ouest (Belges) et le sud-ouest (Britanniques). Les Allemands se réfugient dans le sud, puis au Mozambique à partir de l’automne 1917, pour y mener la guérilla. Le général von Lettow-Vorbeck résiste jusqu’à la fin de la guerre. Il a réussi à mobiliser 150 mille soldats alliés contre lui avec des forces réduites.

- 4 mars : Français et Britanniques se partagent la Colonie allemande du Cameroun.

- Nuit du 8 - 9 mars : Pancho Villa, le révolutionnaire mexicain, conduit 1 500 hommes dans un raid contre le village américain de Columbus (Nouveau-Mexique) dont il tue 17 habitants. Le 15 mars, la cavalerie américaine conduite par John Pershing le poursuit jusque dans le nord du Mexique (fin en janvier 1917).

- 9 mars : 
  - L’acte de réquisition provoque la déclaration de guerre de l’Allemagne au Portugal. Un gouvernement d’Union sacrée est organisé au Portugal avec mission de préparer un corps expéditionnaire et de renforcer les troupes qui combattent en Afrique.
  - Verdun : prise de Douaumont : les Allemands se heurtent à la résistance du fort de Vaux.
  - Cinquième bataille de l'Isonzo (fin le 17 mars).

- 15 mars
  -  : le général sud-africain Jan Smuts lance une offensive générale contre les Allemands vers le Mozambique avec l’appui de troupes indiennes et rhodésiennes.
  - L'amiral Alfred von Tirpitz, qui désirait et n'a pas obtenu une guerre sous-marine à outrance, démissionne de son poste de secrétaire impérial à la Marine. L'amiral Edouard von Capelle lui succède[1].

- 16 mars : le ministre français de la guerre Gallieni démissionne pour raisons de santé. Le général Roques devient ministre de la guerre.

- 17 mars : Les Russes occupent Ispahan (Perse).

- 18 mars : victoire des Russes sur les Allemands en Lettonie, au sud de Dwinsk.

- 19 mars : débuts du mouvement spartakiste à Berlin lors de la conférence du groupe révolutionnaire Die Internationale.

- 21 mars : naissance en France de l'escadrille « N 124 » qui devient la célèbre escadrille La Fayette le 6 décembre. Elle est constituée à l'origine par sept aviateurs américains engagés volontaires que dirigent deux officiers français. Il faudra attendre 1918 pour voir d'autres aviateurs américains sur le front.

- 22 mars (Chine) : devant l’opposition du Guomindang, des autres chefs militaires et des puissances étrangères, Yuan Shikai, qui s'était proclamé empereur, se désiste en faveur de la république.

- 31 mars, France : loi sur la restriction du droit des sociétés à émettre des valeurs mobilières pendant la durée des hostilités et interdiction de principe pour l'inscription à la cote d'actions de sociétés étrangères

## Naissances
- 1er mars : Man Kaur, Athlète indienne († 31 juillet 2021).
- 20 mars : Pierre Messmer, ancien ministre des armées du général de Gaulle, ancien premier ministre du président Pompidou († 29 août 2007).

## Décès
- 3 mars : John Wesley Judd, géologue britannique (° 1840).
- 4 mars : Franz Marc, peintre allemand, à Verdun.
- 12 mars : Julien Davignon, homme politique belge (° 3 décembre 1854).
- 19 mars : Vassili Sourikov, peintre russe (° 24 janvier 1848).
- 24 mars : Enrique Granados, compositeur espagnol.